# Super Lucky's Tale
Super Lucky's Tale è un videogioco a piattaforme 3D sviluppato da Playful Corp. e pubblicato da Microsoft Studios per Xbox One e Windows 10. È il sequel di Lucky's Tale, un platform 3D in realtà virtuale per Oculus Rift. Il gioco è stato distribuito come titolo di lancio per Xbox One X il 7 novembre 2017. 
Una versione estesa del gioco intitolata New Super Lucky's Tale per Nintendo Switch è stata rivelata sul livestream del Nintendo Direct all'E3 del 2019.
Il 21 agosto 2020 è stato pubblicato per Playstation 4, anch’essa una versione estesa del gioco.

## Trama
Il protagonista del gioco è Lucky, una volpe curiosa e coraggiosa che cerca di trovare la sua forza interiore e aiutare sua sorella a proteggere il Libro delle Ere, all'interno del quale esistono interi mondi e personaggi. L'antagonista del gioco è un gatto di nome Jinx, che sta cercando di rubare il Libro delle Ere per i suoi scopi malvagi. Lungo la sua strada Lucky dovrà affrontare la Cucciolata, figli di Jinx, ma incontrerà anche amici e alleati che vivono tutti nel Libro delle Ere e che, senza l'aiuto di Lucky, cadranno in preda a Jinx e le sue malvagie macchinazioni.

## Modalità di gioco
Il gameplay di Super Lucky's Tale è ispirato ai platform 3D degli anni '90. Ognuno dei quattro mondi del gioco è presentato con un proprio hub, in cui è possibile accedere a ogni singolo livello. Ogni hub ha circa cinque livelli principali e una serie di rompicapo aggiuntivi da completare. L'obiettivo di ciascuno di questi livelli è quello di raccogliere i trifogli, che consentono a Lucky di riprendere il controllo del Libro delle Ere. Ogni livello ha quattro trifogli da trovare: uno per completare il livello, uno per raccogliere 300 monete, uno per trovare le cinque lettere che indicano "LUCKY" e un trifoglio "segreto", che di solito si trova in un'area nascosta del livello, o completando una breve sfida.

## Accoglienza
| Testata                        | Versione | Giudizio |
| ------------------------------ | -------- | -------- |
| Metacritic (media al 7-7-2024) | PC       | 59/100   |
| Metacritic (media al 7-7-2024) | Xbox     | 64/100   |
| Destructoid                    | -        | 7/10     |
| EGM                            | -        | 4/10     |
| GameSpot                       | -        | 6/10     |
| IGN                            | -        | 5/10     |

Super Lucky's Tale ha ricevuto un'accoglienza "media", secondo l'aggregatore di recensioni Metacritic.
Chris Carter di Destructoid ha dato al gioco un voto di 7/10 definendolo "un platform pulito e reattivo". Kallie Plagge di GameSpot ha notato che i controlli limitati della fotocamera sono frustranti, aggiungendo: "È facile immaginare come Super Lucky's Tale sarebbe il momento clou del weekend di un bambino più giovane, ma ha poco da offrire a chiunque cerchi un platform 3D piacevolmente stimolante".